# FC Arsenal Dzerzhinsk
El FC Arsenal Dzerzhinsk (en bielorruso: ФК Арсенал Дзяржынск, en ruso: ФК Арсенал Дзержинск) es un equipo de fútbol bielorruso fundado en la ciudad de Dzyarzhynsk. A partir del 2022 jugará la Liga Premier de Bielorrusia luego de ser campeón de la Primera Liga de Bielorrusia 2021.

## Historia
El club fue fundado en el año 2019 y se inscribó para participar en la Segunda Liga de Bielorrusia en ese mismo año. Ganó la Segunda Liga y jugaría la Primera Liga de Bielorrusia por primera vez para 2020.
El club finalizó 4° lugar de Primera Liga en el 2020 y para el 2021 logra coronarse campeón de la Primera Liga, logrando ascender a la Liga Premier de Bielorrusia por primera vez en su historia.

## Palmarés
- Primera Liga de Bielorrusia: 2

2021, 2023
- Segunda Liga de Bielorrusia: 1

2019